# Kanton Thiers
Kanton Thiers (fr. Canton de Thiers) je francouzský kanton v departementu Puy-de-Dôme v regionu Auvergne. Tvoří ho tři obce.

## Obce kantonu
- Dorat
- Escoutoux
- Thiers